# Leszek Drewniak

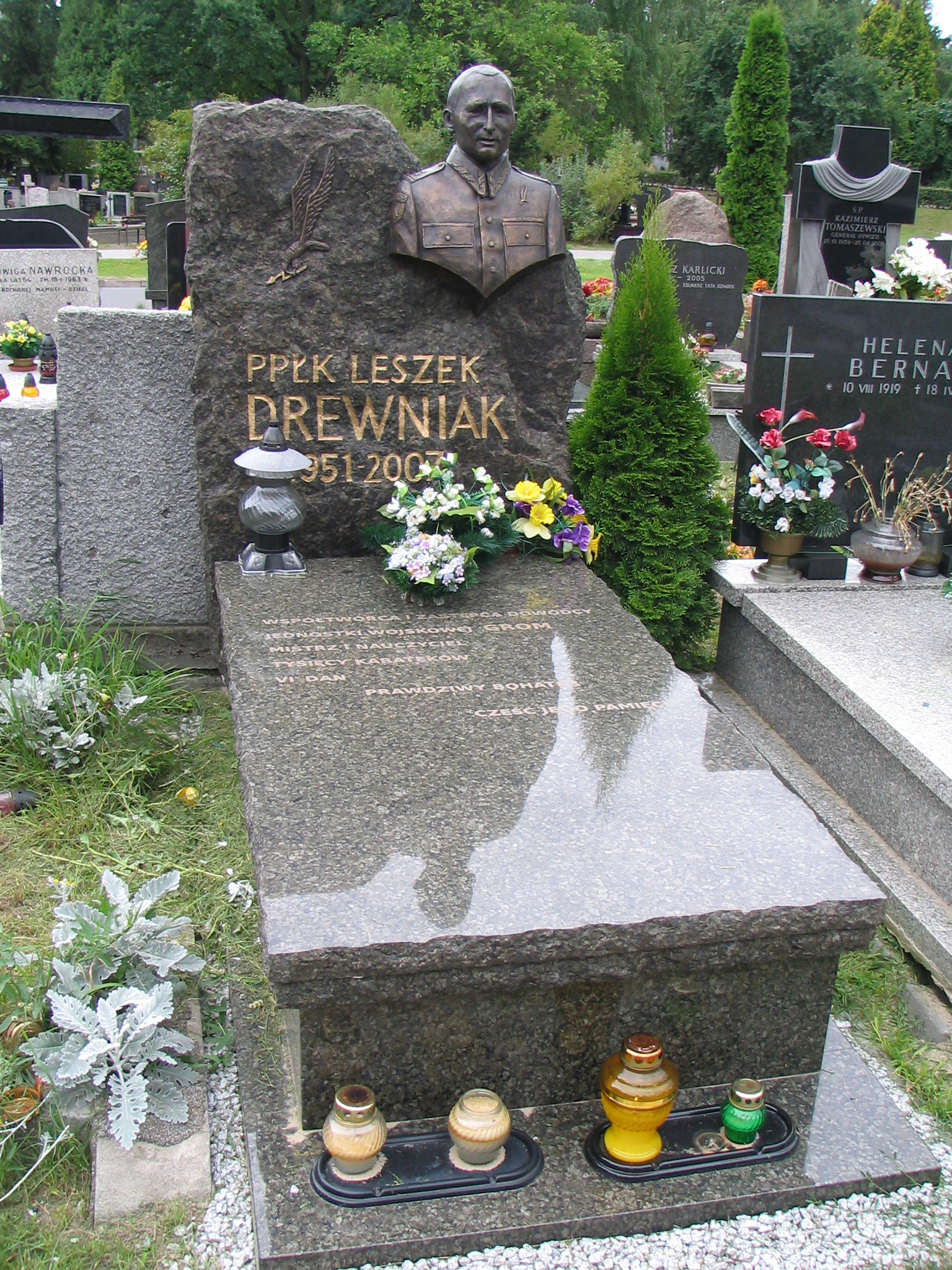
Grób Leszka Drewniaka na Powązkach; Warszawa, 23 lipca 2008

Leszek Drewniak (ur. 1951, zm. 10 lutego 2007) – polski żołnierz, dyplomowany trener karate i judo, podpułkownik WP.

## Działalność sportowa
Leszek Drewniak był absolwentem Akademii Wychowania Fizycznego w Warszawie. Jeden z członków założycieli Polskiego Związku Karate, w latach 1981–1984 był kierownikiem wyszkolenia Związku. Był również trenerem Kadry Polski Seniorów (1981–1991), trenerem akademickiego Klubu Karate Uniwersytetu Warszawskiego. W latach 2001–2007 był trenerem Akademickiej Kadry Polski AZS w karate. Leszek Drewniak posiadał stopnie mistrzowskie: VII dan w karate i IV dan w jujitsu. Wychował około 5 tysięcy zawodników. Wyróżniony odznaką Zasłużony Działacz Kultury Fizycznej. Jeszcze za życia Leszka Drewniaka Józef Sikora zebrał na seminarium z Sensei Kenethem Funakoshi ponad 150 podpisów „czarnych pasów” na wniosku o nadanie stopnia 6 Dan. Polski Związek Karate wniosku nie rozpatrzył i nie zatwierdził. Po śmierci Leszka Drewniaka Józef Sikora wystąpił do Sensei Giuseppe Beghetto z wnioskiem o nadanie stopnia 7 dan. Stopień został zatwierdzony.

## Działalność wojskowa
Był funkcjonariuszem Grupy Wsparcia Taktycznego Biura Ochrony Rządu. Ukończył The Special Training Group Counterterrorist Tactical Unit Course – dwuletni kurs działań antyterrorystycznych prowadzony przez operatorów ze Stanów Zjednoczonych. W 1990 roku pomagał w tworzeniu polskiej jednostki specjalnej GROM (Grupa Reagowania Operacyjno-Manewrowego). Pełnił funkcję zastępcy dowódcy Wojskowej Formacji Specjalnej GROM ds. Szkolenia.
W czasie służby odznaczony Krzyżem Kawalerskim Orderu Odrodzenia Polski, Krzyżem Zasługi za Dzielność i Srebrnym Krzyżem Zasługi.
We wrześniu 1999 roku wraz z generałem Sławomirem Petelickim (ówczesnym dowódcą GROM) Leszek Drewniak został odwołany z funkcji decyzją ministra Janusza Pałubickiego. Pałubicki zarzucał dowódcom złamanie ustawy o zamówieniach publicznych, co miało wynikać z kontroli przeprowadzonej przez Ministerstwo Spraw Wewnętrznych i Administracji. Zarzuty te zostały następnie zakwestionowane w wyniku kontroli Kancelarii Premiera. Minister Pałubicki przeprosił wówczas byłych dowódców GROM za zarzuty dotyczące naruszenia prawa, jednak nie przywrócił ich na stanowiska. Zdymisjonowani dowódcy pozostawali w gestii MSWiA. W tym czasie (w październiku 1999 roku GROM został podporządkowany Ministerstwu Obrony Narodowej. W marcu 2000 roku byli dowódcy GROM (gen. Petelicki oraz jego trzech zastępców, w tym ppłk Leszek Drewniak) dostali wypowiedzenia „kontraktu na służbę”.
W maju 2000 roku wraz z gen. Sławomirem Petelickim ppłk Drewniak zarzucili ministrowi Januszowi Pałubickiemu, koordynatorowi służb specjalnych, i Markowi Biernackiemu, szefowi MSWiA, nadużycie władzy. Zapowiedzieli złożenie do prokuratury zawiadomienia o popełnieniu przez nich przestępstwa oraz zaskarżenie do Naczelnego Sądu Administracyjnego ministerialnej decyzji o zwolnieniu ich ze służby.

## Działalność publiczna
Jako podpułkownik rezerwy pełnił funkcję prezesa zarządu Fundacji Byłych Żołnierzy Jednostek Specjalnych GROM oraz dyrektora Ośrodka Szkolenia Fundacji „GROM”.Prowadził zajęcia z ochrony osób i taktyki interwencji w Centrum Szkoleń VIP i Policealnych Szkołach Ochrony VIP. Był wykładowcą akademickim m.in.w Nadbużańskiej Szkole Wyższej w Siemiatyczach.

## Działalność przeciwko opozycji demokratycznej
W 1979 r. brał udział w rozbijaniu spotkań opozycji demokratycznej w mieszkaniu Jacka Kuronia, z których jedno skończyło się brutalnym pobiciem Henryka Wujca, Macieja Kuronia, Grażyny Kuroń, Adama Michnika i innych działaczy.
Pochowany na Cmentarzu Wojskowym na Powązkach w Warszawie (kwatera FII-3-5).